# 住商ホームショッピング
住商ホームショッピング（すみしょうホームショッピング）は、かつて住友商事ファッションアパレル事業部〔旧：ダイレクトマーケティング部〕が運営していた通信販売業である。
2006年9月30日まで、全国の民放各局のテレビ番組やCS放送のスカイパーフェクTV!各チャンネルで放送されていた。また、同年3月31日までインターネットショッピング「e-okaimono.com」も運営されていた。

## 商品一覧

### ミュージック・DVD

#### 邦楽
CD
- J-POP
  - SO CUTE!（企画・制作・発売元：東芝EMI〔現：EMIミュージック・ジャパン〕）
  - J-POP CAFE（企画・制作・発売元：ワーナーミュージック・ジャパン）
  - 十八番 〜J-POP 90's BEST〜（企画・制作・発売元：エイベックス・ディストリビューション〔現：エイベックス・マーケティング〕、レーベル：avex club）
  - YOUR REQUESTS（企画・制作・発売元：ポニーキャニオン）
  - COUNTDOWN BEING（企画・制作・発売元：J-DISC Being）
  - Hits on TV（企画・制作・発売元：ポニーキャニオン）
  - a-box 〜avex Best Hit Collection〜（企画・制作・発売元：エイベックス・マーケディング・コミュニケーションズ〔現：エイベックス・マーケティング〕、レーベル：avex club）
- フォークソング・ニューミュージック
  - 君の詩（うた）（企画・制作・発売元：ユニバーサルミュージック）
  - 詩の贈りもの（企画・制作・発売元：東芝EMI〔現：EMIミュージック・ジャパン〕）
  - 青春の詩（うた）
  - 轍（わだち）〜うたのアルバム（企画・制作・発売元：テイチクエンタテインメント）
  - 青春の時代（とき）（企画・制作・発売元：ワーナーミュージック・ジャパン）
  - あの時代（とき）にかえりたい（企画・制作・発売元：東芝EMI〔現：EMIミュージック・ジャパン〕）
  - MY SONG〜永遠のニューミュージック〜（企画・制作・発売元：ポニーキャニオン）
- その他
  - Forest
  - やすらぎ〜with classic（東芝EMI〔現：EMIミュージック・ジャパン〕）
  - きらめき〜with JAZZ
  - HARMONY 〜J-POP MEETS CLASSICS〜（企画・制作・発売元：エイベックス・ディストリビューション〔現：エイベックス・マーケティング〕、レーベル：avex club）

DVD
- おしん完全版 DVD-BOX

#### 洋楽
CD
- YOUR SONG
- ABBA The Collection
- THE BEST（企画・制作・発売元：ワーナーミュージック・ジャパン）
- シンガーズ&ソングライターズ
- Cinema Days
- THE LEGEND
- FANTASTIC!（企画・制作・発売元：ワーナーミュージック・ジャパン）
- スタンド・バイ・ミー 〜洋楽ベストヒット〜（企画・制作・発売元：ワーナーミュージック・ジャパン）

DVD
- LIVE AID

### ヘルス
- ボディブレード
- 毛穴ソニックブラシ（発売・製造元:ヤーマン）
- ターボセル（発売元：サニーウィッシュ）
- マッスルトレーナー（発売元：カンピオーネ）
- 協栄 ボクサスリムスーツ（発売元：インデックス・ジャパン）
- はだしウォーカー（デューク更家（日本のウォーキングドクター）推薦,制作発売元:アシックス）

### ゴルフ
- スイングセッター
- スピードスティック

### その他
- まるしげげんきっす（鹿児島産天然黒酢。発売元は岩谷産業）
- おやじ味噌（発売元は株式会社がんこおやじ）
- フロービー（市販掃除機を使用したヘアカッター）

その他、ゴルフ練習用セット（米国製）やエアーベッド（外国製）、宝石類（外国製）のほか、アイルランド製のアブトロニックに似たものなどのダイエット器具らも提供商品として挙げられているとのこと。